# Aurobogidiella italica
Aurobogidiella italica is een vlokreeftensoort uit de familie van de Bogidiellidae. De wetenschappelijke naam van de soort is voor het eerst geldig gepubliceerd in 1979 door Karaman.